# The Third Ingredient
The Third Ingredient è un cortometraggio muto del 1917 diretto da Thomas R. Mills.

## Produzione
Il film fu prodotto dalla Vitagraph Company of America (come Broadway Star Features).

## Distribuzione
Distribuito dalla General Film Company, il film - un cortometraggio in due bobine - uscì nelle sale cinematografiche statunitensi il 14 aprile 1917.